# Massacro di Deir Yassin
Il massacro di Deir Yassin ebbe luogo il 9 aprile 1948, quando circa 120 combattenti sionisti appartenenti all'Irgun e alla Lehi (comunemente nota come "banda Stern") attaccarono il villaggio palestinese di Deir Yassin (Dayr Yāsīn, in arabo traslitterato), vicino a Gerusalemme, che contava allora circa 600 abitanti.
L'assalto, concepito come parte dell'operazione Nahshon, aveva lo scopo di alleviare il blocco di Gerusalemme operato da forze arabo-palestinesi durante la guerra civile del 1947-48, che precedette la fine del mandato britannico in Palestina. Gli abitanti resistettero all'attacco, che si risolse in una lotta casa per casa e nell'uccisione di circa un centinaio di civili, tra cui donne e bambini, e nell'espulsione dei superstiti.
In una lettera al New York Times pubblicata il 4 dicembre 1948 Albert Einstein, Hannah Arendt ed altri eminenti esponenti della comunità ebraica statunitense condannarono aspramente il massacro di Deir Yassin e definirono "fascisti", "nazisti" e "terroristi" nell'ideologia, nell'organizzazione e nei metodi
sia Menachem Begin (comandante dell'Irgun, che aveva perpetrato la strage) sia il partito Tnuat Haherut  (il Partito della Libertà'), di cui lo stesso Begin era leader: 
La presa di distanza di Einstein dalla deriva politica di Israele fu tale che lo scienziato rifiutò la proposta di David Ben Gurion di diventare Presidente dello Stato di Israele.
Il massacro fu duramente condannato dalla leadership dell'Haganah e da esponenti religiosi ebraici, ma non fu preso alcun provvedimento verso i responsabili.

## Contesto storico
I fatti ebbero luogo durante il turbolento e sanguinoso periodo che, tra il dicembre 1947 e metà maggio 1948, precedette la proclamazione dello Stato di Israele.
Il 29 novembre 1947, l'Assemblea generale delle Nazioni Unite approvò la risoluzione n. 181, che prevedeva il passaggio di Gerusalemme sotto l'autorità di un mandato internazionale e la divisione del restante territorio del mandato britannico della Palestina in due Stati, uno arabo e l'altro ebraico. Gli arabi rigettarono la proposta e scoppiò la guerra civile. Il mandato inglese in Palestina sarebbe finito il 14 maggio 1948. Nello stesso giorno Israele proclamò la sua indipendenza e l'invasione di truppe proveniente dagli stati arabi circostanti diede origine alla guerra arabo-israeliana del 1948.
Nei mesi precedenti la fine del mandato britannico, nel contesto di scontri denominati "battaglia delle strade", l'Esercito Arabo di Liberazione, sostenuto dalla Lega Araba, attaccò le vie di comunicazione che univano le diverse comunità ebraiche, tentando di isolarle. In particolare occupò diversi punti strategici lungo la strada che collegava Tel Aviv a Gerusalemme, aprendo il fuoco contro i convogli che approvvigionavano la parte ovest di Gerusalemme (in cui viveva il 16% della popolazione ebraica presente in Palestina all'epoca).. Nel marzo 1948 la strada era diventata praticamente impercorribile e Gerusalemme era sotto assedio.
In risposta l'Haganah lanciò l'operazione Nahshon per rompere tale assedio. Il 6 aprile il Palmach attaccò il villaggio di Al-Qastal, 8 km a ovest di Gerusalemme, mentre il 9 aprile un'unità di circa 120 uomini, composta da appartenenti all'Irgun e al Lehi, attaccarono Deir Yassin, poco più a sud.

## Il massacro
Deir Yassin era sulla lista di una serie di villaggi arabi da conquistare in un piano previsto dall'Haganah per riaprire la via verso Gerusalemme. Il comandante dell'Haganah, David Shaltiel, scrisse ai leader delle due formazioni ebraiche:
(Dan Kurzman, Genesis 1948, OH, New American Library, Inc., 1970, p. 141.)
L'organizzazione paramilitare Irgun, guidata da Menachem Begin (non presente il giorno dell'attacco), attaccò il villaggio arabo di Deir Yassin incontrando una strenua resistenza, che portò il reparto israeliano ad avere 41 feriti e 4 caduti. Eliminata la resistenza, circa 70 donne e bambini del villaggio furono consegnati ai britannici, quando, in base ad alcune ricostruzioni, alcuni arabi che si erano arresi aprirono il fuoco sulle truppe ebraiche, che reagirono massacrando indiscriminatamente sia soldati arabi, sia civili. Le stime sul numero delle vittime variano da 100-120 a circa 250, a seconda delle fonti. Nel massacro furono uccisi pure trenta neonati.
Inizialmente la Croce Rossa Internazionale, The New York Times e l'Agenzia Ebraica parlarono di 254 vittime tra gli abitanti del villaggio. Alcuni storici pensano che questo numero possa essere stato gonfiato dagli ebraici per incentivare la fuga della popolazione di etnia araba, oppure da arabi e britannici, per mettere in cattiva luce i gruppi ebraici.. Il comandante dell'Irgun, una delle prime fonti di questa stima data ai giornalisti, affermò successivamente di averla volontariamente esagerata, contando sul fatto che la pubblicazione di una simile notizia avrebbe portato la popolazione araba in una situazione di panico.
Un'indagine condotta dalla università palestinese di Bir Zeit ha rilevato che tutte le fonti del tempo citano un numero di vittime tra le 250 e le 254, ma anche questo studio ritiene che la cifra fosse stata volontariamente esagerata. Secondo lo studio dell'università, le vittime, inclusi gli armati, non avrebbero superato le 120, di cui 107 identificate.
La scoperta della strage indusse lo Yishuv ebraico ad esprimere pubblicamente "orrore e disgusto". David Ben Gurion scrisse di persona a re Abd Allah I di Giordania per manifestargli il proprio shock per quanto accaduto. Inaspettatamente (ma abbastanza logicamente) fu Begin stesso a convocare rappresentanti della Croce Rossa ed i giornalisti per raccontare quanto era successo.
Non risulta, al contrario di quello che fu diffuso inizialmente, che alcuna delle donne del villaggio sia stata violentata dalle truppe ebraiche. In una intervista rilasciata alla BBC 50 anni più tardi, Hazam Husayni, che nel 1948 lavorava presso il Palestinian Broadcasting Service, ammise di aver completamente inventato quella storia su istigazione di Husayn Khalidi, un leader arabo, nella speranza di spingere gli eserciti di altri stati arabi ad unirsi e ad intervenire in Palestina per liberarla dalle milizie ebraiche: "Quello fu il nostro più grande errore. Non capimmo come la gente avrebbe reagito. Come sentirono che le donne erano state violentate, i Palestinesi cominciarono a fuggire".
Come conseguenza dell'attacco, molti arabi iniziarono a fuggire temendo di "subire la sorte di Dir Yassin". Il 13 aprile 1948 vi fu, inoltre, una rappresaglia da parte degli arabi che attaccarono a Gerusalemme un convoglio di medici e infermiere che si stava dirigendo verso il monte Scopus, uccidendo 40 persone.

## Tentativo di ridimensionamento del massacro
Nel 1969 il Ministero degli Esteri israeliano pubblicò un dépliant in lingua inglese che mirava a ridimensionare il massacro di Deir Yassin. Pur ammettendo che civili fossero stati uccisi in quell'occasione, il numero dei morti (che si avvicinava a quello di oltre un centinaio di persone, come indicato dalle ricerche dell'Università palestinese di Bir Zeit) e pur confermando le circostanze, si smentiva che Deir Yassin fosse stato oggetto di un massacro freddamente premeditato da parte ebraica, malgrado la condanna che all'epoca era stata inequivocabilmente espressa dall'Haganah e dallo stesso David Ben Gurion. Il partito Herut di Begin lo tradusse in ebraico e lo diffuse in Israele. Diversi ex leader dell'Haganah chiesero che quel dépliant fosse ritirato, ma il Ministero degli Esteri rispose: «Mentre è nostra intenzione e nostro desiderio mantenere l'esattezza dell'informazione, siamo talvolta obbligati a deviare da questo principio quando non abbiamo scelta, o mezzi alternativi per respingere un attacco propagandistico o una guerra psicologica araba».

Non si può parlare neppure di sgombero forzato intenzionale e programmato dei civili arabi da parte israeliana se come detto sopra è documentato che il comando ebraico riteneva necessario proprio il contrario, cioè mantenere sul posto gli abitanti arabi! 
 Come scritto sopra: Il comandante dell'Haganah, David Shaltiel, scrisse ai leader delle due formazioni ebraiche che volevano attaccare Deir Yassin:
(Dan Kurzman, Genesis 1948, OH, New American Library, Inc., 1970, p. 141.)
Giudizio ben diverso da quello di altri storici, tra cui lo storico israeliano anti-sionista Ilan Pappé che, nel suo libro A History of Modern Palestine, asserisce:
(A History of Modern Palestine, trad. ital. Storia della Palestina moderna, Torino, Einaudi, 2005, p. 160.)
Alla fine, il Ministero degli Esteri fu costretto a desistere dalla sua opera e a rinunciare a diffondere il dépliant.